# Daysi Torres
Daysi Ivette Torres Bosques (Managua, 11 de marzo de 1956) es una periodista y política nicaragüense. Fue alcaldesa de Managua desde el 7 de julio de 2009 hasta el 4 de enero de 2018.
Actualmente es embajadora extraordinaria y plenipotenciaria de la República de Nicaragua ante la República Bolivariana de Venezuela desde el 3 de mayo de 2023

## Biografía
Egresó con el grado de periodista por la Universidad Nacional Autónoma de Nicaragua. Por mucho tiempo fue reportera asignada a las coberturas de Daniel Ortega. Fue elegida Vicealcaldesa durante las elecciones municipales de 2008. El 7 de julio de 2009, 6 días después de la muerte de Alexis Argüello, fue nombrada Alcaldesa de Managua, mismo cargo que sostuvo hasta el 4 de enero de 2018.